# 卡爾頓 (內布拉斯加州)
卡爾頓（英語：Carleton）是位於美國內布拉斯加州塞耶縣的村。

## 人口
根據2020年美國人口普查的數據，卡爾頓的面積為2.05平方千米，皆為陸地。當地共有人口94人，而人口密度為每平方千米46人。